# Eremulus brasiliensis
Eremulus brasiliensis är en kvalsterart som beskrevs av Pére-Íñigo och Baggio 1985. Eremulus brasiliensis ingår i släktet Eremulus och familjen Eremulidae. Inga underarter finns listade i Catalogue of Life.